# 神秘五金行
《神秘五金行》（英語：Mysterious Hardware Store）是衛視中文台、原也文化行銷及灰人文化傳媒制作的實境節目，也是衛視中文台與Disney+共同推出的首部影視作品。2023年1月，該節目在台灣台南市安平區開拍。2023年5月20日，該節目於衛視中文台、Disney+首播。

## 節目簡介
《神秘五金行》是一個全明星修繕事業實境節目，六位藝人透過水電、木工、油漆等專業訓練課程，跟著職人學習技能並獻出所學協助需要幫忙的鄉親朋友。

## 主持人
AKIRA、王陽明、昇豪、禾浩辰、王彩樺、蔡昌憲

## 播出時間
| 播出平台   | 所在地 | 播出/上架時間 |
| ---------- | ------ | ------------- |
| 衛視中文台 | 臺灣   | 週六20:00播出 |
| Disney+    | 臺灣   | 週六22:00上架 |

| 集數 | 日期          |
| ---- | ------------- |
| 1    | 2023年5月20日 |
| 2    | 2023年5月27日 |
| 3    | 2023年6月3日  |
| 4    | 2023年6月10日 |
| 5    | 2023年6月17日 |
| 6    | 2023年6月24日 |
| 7    | 2023年7月1日  |
| 8    | 2023年7月8日  |
| 9    | 2023年7月15日 |
| 10   | 2023年7月22日 |
| 11   | 2023年7月29日 |
| 12   | 2023年8月5日  |
| 13   | 2023年8月12日 |

## 外部連結
- 神秘五金行的Facebook專頁
- 在Disney+上觀看《神秘五金行》
- 神秘五金行 （页面存档备份，存于）-台視
- 神秘五金行 （页面存档备份，存于）-衛視中文台